# Alobal

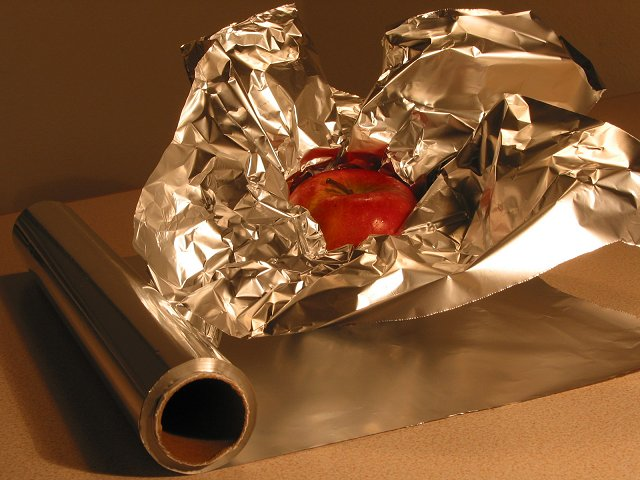
Alobal pro použití v domácnosti

Alobal či hliníková fólie je hliník upravený do kovových plátků o tloušťce od 6 do 200 mikrometrů. V domácnostech se používá fólie o síle kolem 15 mikronů. České označení vzniklo spojením chemické značky hliníku „Al“ a slova „obal“.

## Vlastnosti
Alobal je velmi poddajný a snadno se tvaruje okolo předmětů. Nicméně, zároveň je velmi křehký a náchylný k poškození. Z tohoto důvodu bývá pro většinu použití laminován do jiných materiálů, většinou plastů nebo papíru (např. pro másla a sýry je toto balení typické). V polovině 20. století alobal nahradil dříve používaný staniol. Na rozdíl např. od papíru si alobal zachovává svůj tvar a využít se dá i jeho neprůsvitnost, neprodyšnost, vyšší tepelná vodivost či jeho izolační vlastnosti.

## Využití alobalu
Roční produkce alobalu dosahovala v roce 2003 v Evropě 880 000 tun a ve Spojených státech asi 660 000 tun. Přibližně 75 % produkce je používáno jako obalový materiál pro potraviny, kosmetiku a chemické látky. Zbývající čtvrtina se uplatní v průmyslu (např. tepelná izolace, stínění kabelů, elektronika). Vyrábějí se i alobalové role pro využití v domácnostech – ty pak nacházejí uplatnění při pečení nebo pro zabalení potravin s tendencí propouštět mastnotu. Alobal použitý jako obalový materiál se nejčastěji vyrábí z downcyklovaného hliníku, např. z nápojových kartonů aj. Také se používá pro přípravu vodní dýmky. Alobal se využívá při přípravě jídel a přestože je neurotoxický a do jídla se uvolňuje, nejde o rizikové množství.